# Mikínai (ort i Grekland)
Mikínai (Mycenae, Mykines) är en ort i Grekland.   Den ligger i prefekturen Nomós Argolídos och regionen Peloponnesos, i den södra delen av landet, 90 km väster om huvudstaden Aten. Mikínai ligger 109 meter över havet och antalet invånare är 354.
Terrängen runt Mikínai är kuperad åt nordost, men åt sydväst är den platt. Runt Mikínai är det ganska tätbefolkat, med 160 invånare per kvadratkilometer. Närmaste större samhälle är Argos, 9,6 km söder om Mikínai. 